# Viitina Karijärv
Viitina Karijärv (est. Karijärv (Viitina Karijärv)) – niewielkie jezioro w Estonii,  w prowincji Valgamaa, w gminie Rõuge. Należy do pojezierza Haanja (est. Hannja järved). Położone jest na północ od wsi Aabra. Ma powierzchnię 0,3 ha linię brzegową o długości 211 m. Sąsiaduje z jeziorami Viitina Järvekülä, Salujärv, Palujüri, Hanija, Aabra. Położone jest na terenie obszaru chronionego krajobrazu Haanja (est. Haanja looduspark).